# Bitka pri Cedars
Bitka pri Cedars (francosko Bataille des Cèdres) je bila vrsta vojaških spopadov v zgodnjih fazah ameriške revolucionarne vojne, ki so se zgodili med invazijo na Quebec, ki se je začela septembra 1775. Ti spopadi, ki so vključevali omejene boje, so se zgodili maja 1776 v in okoli Les Cèdres, Quebec, 45 km (28 mi) zahodno od Montreala, Quebec. Ameriškim četam se je zoperstavil majhen odred britanske armade, ki je vodil večjo silo irokeških bojevnikov in kanadske milice.
Brigadni general Benedict Arnold, poveljnik ameriške garnizije v Montrealu, je aprila 1776 namestil odred svojih čet v Cedars, potem ko je slišal govorice o britanskih in indijanskih vojaških pripravah zahodno od Montreala. Odred se je 19. maja predal po spopadu z združenimi anglo-irokezskimi silami pod vodstvom stotnika Georgea Forsterja.  Ameriške okrepitve na poti v Cedars so bile prav tako ujete po kratkem spopadu 20. maja. Vsi ujetniki so bili po pogajanjih med Forsterjem in Arnoldom, ki je na območje pripeljal precejšnjo silo, sčasoma izpuščeni. Pogoji sporazuma so od Američanov zahtevali, da izpustijo enako število britanskih ujetnikov, vendar je Drugi celinski kongres dogovor zavrnil in noben britanski ujetnik ni bil izpuščen.
Polkovnik Timothy Bedel in poročnik Isaac Butterfield, poveljnika ameriških sil pri Cedarsih, sta bila zaradi njune vloge v spopadu obsojena pred vojaškim sodiščem in odpuščena iz kontinentalne vojske. Potem ko se je Bedel odlikoval kot prostovoljec, je leta 1777 prejel novo poveljstvo. Novice o spopadu so vključevale močno napihnjena poročila o žrtvah in pogosto grafične, a lažne opise grozodejstev, ki so jih zagrešili Irokezi, ki so sestavljali večino Forsterjeve vojske.

## Opomba
1. ↑   The conventional record of this battle, based mostly on American reports, is 500 Iroquois warriors and 100 white soldiers (sometimes described as all British troops). Kingsford (1893), p. 59, lists these numbers, and, on preceding pages, describes in detail how they are justified.
2. 1 2 3  Lanctot (1967), p. 141
3. 1 2  None of the principal sources describing this action (Smith, Stanley, Kingsford, Lanctot) give any indication that anyone was killed or wounded in the action at The Cedars.
4. ↑  Smith (1907), Vol 2, p. 373
5. 1 2  Kingsford (1893), pp. 47–48
6. ↑  Angus (1955), p. 195
7. ↑  Martin (1997), p. 210
8. ↑  Kingsford (1893), p. 60